# International Society of City and Planners Regional
International Society of City and Planners Regional (ISOCARP) é uma associação internacional de pessoas que trabalham no planejamento urbano. A organização foi criada em 1965 e conta com membros de mais de 80 países. ISOCARP é formalmente reconhecido pelas Organização das Nações Unidas e o Conselho da Europa e está ligada a Organização das Nações Unidas para a Educação, a Ciência e a Cultura (UNESCO) e não está subordinada a qualquer governo.